# استفانیا روکا
استفانیا روکا (انگلیسی: Stefania Rocca؛ زادهٔ ۲۴ آوریل ۱۹۷۱) بازیگر اهل ایتالیا است.
از فیلم‌ها یا برنامه‌های تلویزیونی که وی در آن نقش داشته‌است، می‌توان به ویولا، رستاخیز، آقای ریپلی بااستعداد، هتل، بهشت، نیروانا، ماری، ورق باز، درد بیهوده عشق، میدان پنج ماه، برو برو قصه‌ها و علاج محافظ شخصی اشاره کرد.